# French-Belgian Battlegroup
French-Belgian Battlegroup var en tidigare snabbinsatsstyrka i EU. Styrkan var tillsammans med Battlegroup 107 den första ordinarie av Eu:s snabbinsatsstyrkor. Styrkan stod i beredskap under perioden januari-juni 2007. Sedan blev den avlöst av Italian-Hungarian-Slovenian Battlegroup samt Balkan Battlegroup.